# Welcome to My World
Welcome to My World este o piesă a formației britanice Depeche Mode. Piesa a apărut pe albumul Delta Machine, în 2013.